# Nacionalisme britànic
|  | No s'ha de confondre amb nacionalisme anglès. |

La Unió Jack del Regne Unit, adopta en aquesta versió en 1801 la creu vermella d'Anglaterra amb vora blanca de San Patricio d'Irlanda i Sant Andrew d'Escòcia amb el fons blau. Aquesta bandera és un símbol comú utilitzat pels nacionalistes britànics.

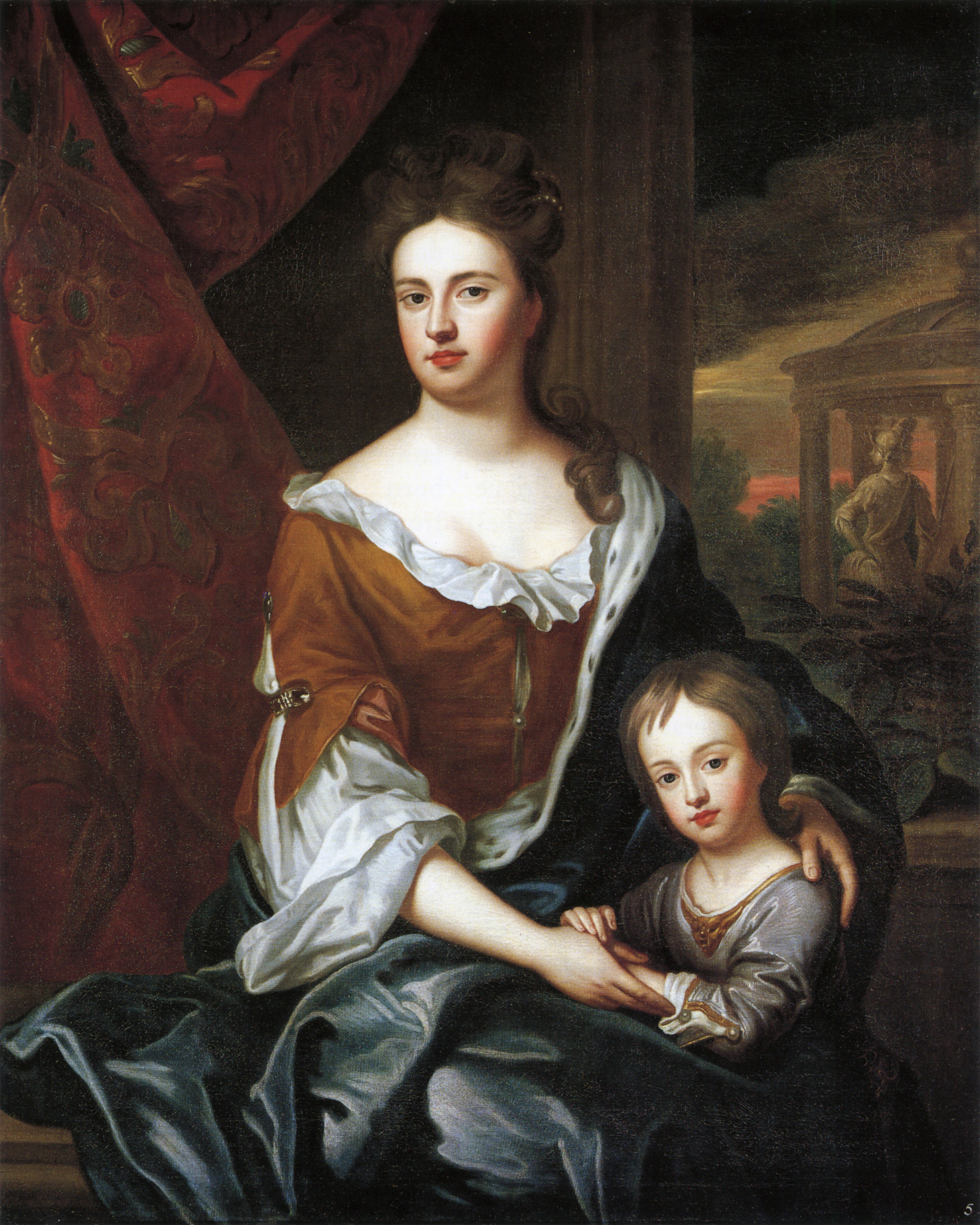
Anne va ser la primera monarca del Regne de Gran Bretanya

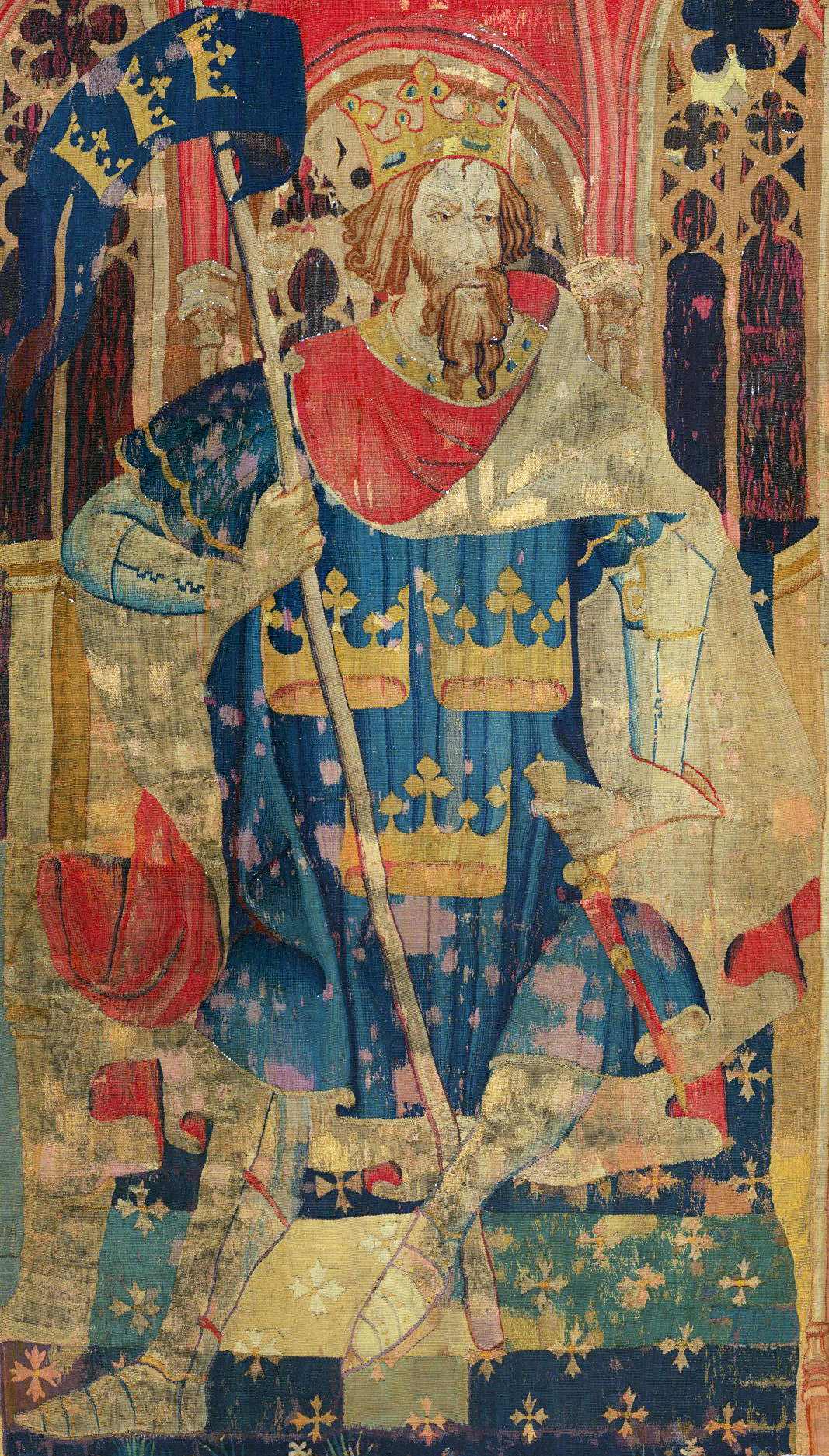
El rei Artús, monarca dels antics britans, en tapís, c. 1385. La llegenda del rei Artús com a governant de guerrer i heroi britànic va ser descrita per Geoffrey de Monmouth en Història Regum Britanniae va assentar la fundació de nacionalisme britànic.

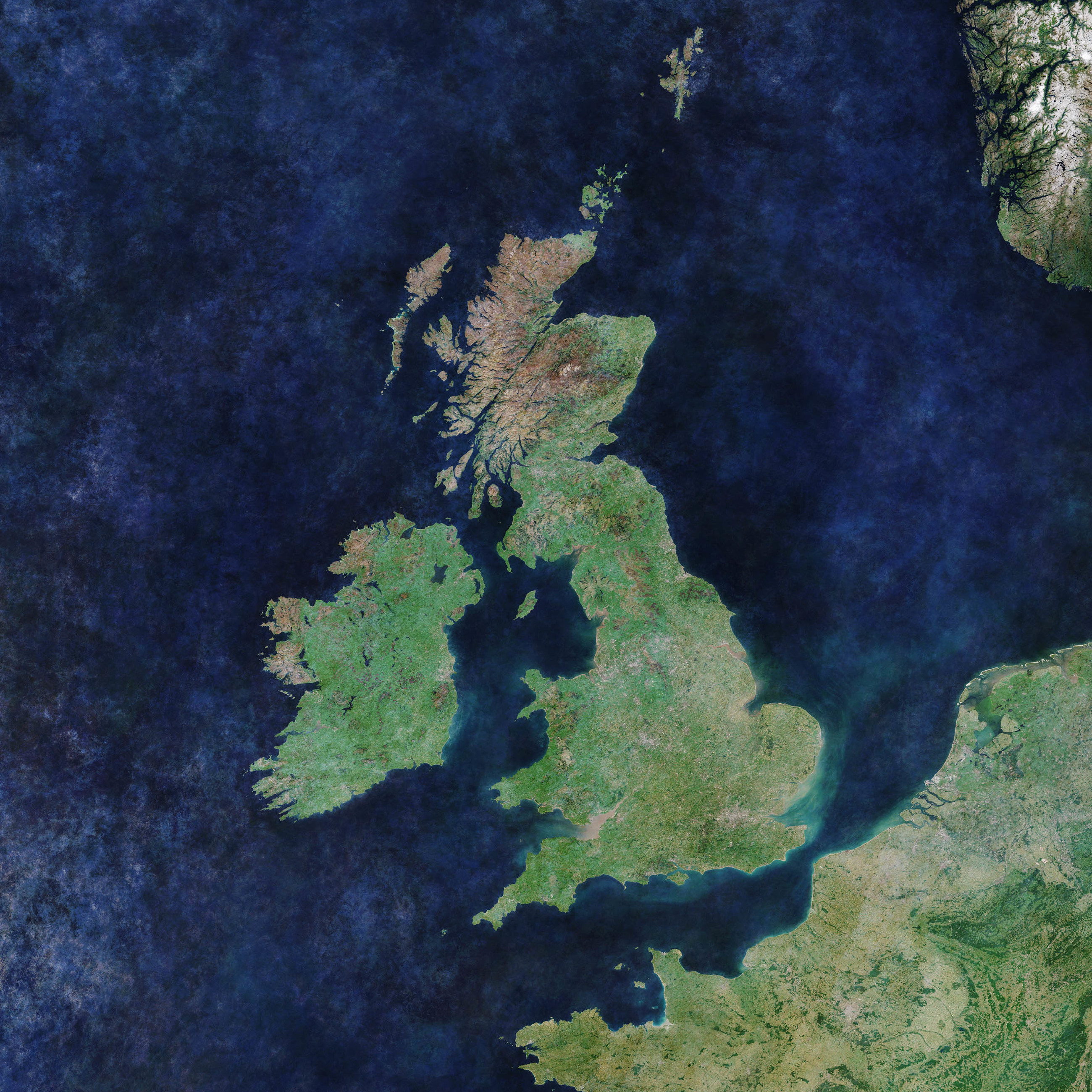
Fotografia de satèl·lit de les illes britàniques. Originalment el nacionalisme britànic era típicament aplicable a Gran Bretanya. Una característica del nacionalisme britànic és que aquest posa el focus en la unitat de Gran Bretanya i Irlanda del Nord.

El nacionalisme britànic és un moviment polític que afirma que el poble britànic és una nació i en promou la unitat política i cultural, sobre la base d'una definició d'identitat britànica que pot incloure tant anglesos, escocesos, gal·lesos i irlandesos. El nacionalisme britànic està estretament associat amb l'unionisme britànic, el qual busca assentar la unió política que és el Regne Unit, o enfortir els enllaços entre les nacions constitutives del Regne Unit.
La identitat unificadora del nacionalisme britànic sorgeix dels antics britans, un poble indígena assentat a l'illa de Gran Bretanya. El nacionalisme britànic defensa incloure territori fora d'estrictament l'illa de Gran Bretanya, l'illa d'Irlanda concretament, basant-se en el document històric de l'Acta de la Corona d'Irlanda, la qual estableix que el Rei Enric VIII d'Anglaterra i els seus successors seran també Reis d'Irlanda.
Aquest moviment polític està caracteritzat com una «potent però ambivalent força en la política britànica». En la seva forma moderada, el nacionalisme britànic ha estat un nacionalisme cívic, emfatitzant la cohesió i la diversitat de les diferents sensibilitats territorials del Regne Unit, les seves dependències, i les seves colònies anteriors. D'altra banda, la branca nativista d'aquest nacionalisme es caracteritza especialment per la seva xenofòbia cap als immigrants, la qual s'ha manifestat políticament en el Partit Nacional britànic i altres moviments nacionalistes. Polítics, com el exprimer ministre britànic David Cameron, ha intentat promoure el nacionalisme britànic com una causa progressista. Tanmateix, similarment a l'anomenat «no-nacionalisme» o «antinacionalisme» espanyol, el nacionalisme britànic de qualsevol tendència sovint encobreix una cosmovisió visceralment anglocèntrica (en paraules del polític nacionalista gal·lès Gwynfor Evans: «la identitat britànica és un sinònim polític d'identitat anglesa que pretén estendre la cultura anglesa als escocesos, gal·lesos i irlandesos».
En l'actualitat, com en el passat, els moviments unionistes existeixen i tenen una gran importància política al Regne Unit, especialment a Escòcia i Irlanda del Nord. L'unionisme britànic busca retenir els llaços entre les diverses nacions que formen el Regne Unit desenvolupant el nacionalisme britànic com a nexe d'unió entre els diferents territoris, en oposició als moviments nacionalistes cívics com el nacionalisme escocès, el nacionalisme irlandès o el nacionalisme gal·lès.

## Partits nacionalistes britànics
- Britain First
- British National Party
- For Britain
- Partit d'Independència del Regne Unit
- The National Front
- Democratic Unionist Party
- Reform UK
- Partit Conservador
- Partit Unionista de l'Ulster
- Partit Unionista Democràtic